# Parablennius intermedius
Parablennius intermedius is een straalvinnige vissensoort uit de familie van naakte slijmvissen (Blenniidae). De wetenschappelijke naam van de soort is voor het eerst geldig gepubliceerd in 1915 door  James Douglas Ogilby, die ze in het geslacht Blennius onderbracht.
Parablennius intermedius wordt 12 cm lang. De vis heeft een brede stompe snuit en een meerlobbig tentakel boven elk oog. De kleur varieert van bijna wit tot grijsbruin met donkere vlekken op het lijf en rode tot zwarte stippen op het hoofd.
De soort is endemisch in Australië. Ze komt voor van Noord-Queensland tot zuidelijk New South Wales. De typelocatie is "Darnley Island" (een klein eiland in Straat Torres dat behoort bij Queensland). Ze leeft in kustriffen en riviermondingen in kleine groepen.